# ダウニービル (カリフォルニア州)
ダウニービル（英: Downieville）は、アメリカ合衆国カリフォルニア州の国勢調査指定地域（CDP）。シエラ郡の郡庁所在地である。人口は282人（2010年）。

## 歴史
ダウニービルの町はカリフォルニア・ゴールドラッシュ時代の1849年に設立され、当初は地理的な位置から「ザ・フォークス」と呼ばれていたが、その後間もなくユバ川の北支流を遡る遠征隊を率い、町の初代町長だったウィリアム・ダウニー（1820年-1893年）少佐に因んで現在の名前に変えられた。ダウニー少佐の旅は1893年の自叙伝『金を求めて』に纏められている。ダウニービルの人口は1851年に5,000人以上となったのがピークで、1865年までに急速に減少した。ダウニービルはダウニー川とユバ川北支流の合流点に位置している。1853年にカリフォルニアの州都を選ぶとき、ダウニービルは他の15の町とともにその候補になったが、まずベニシアが選ばれ、その後間もなく現在のサクラメントが州都になった。1851年7月、白人の鉱山師を殺した容疑でフアニタと呼ばれるメキシコ人女性をダウニービルの暴徒が私刑にしたとき、町は世間の注目を浴びた。カリフォルニア州の歴史の中でも唯一の女性に対する私刑となっている。
町の北にあった金鉱原はゴールドラッシュの時代に様々な名前を付けられたキャンプで溢れていた。例えば、ブランディシティ、ウィスキーディギングズ、ポバティヒルおよびポーカーフラットなどだった。これらキャンプの多くがゴールドラッシュが終わった後に完全に消失したが、ダウニービルは地理的な位置とシエラ郡の郡庁所在地であったために生き残っている。

## 見どころ
ダウニービルはマウンテンバイクで人気ある場所となっており、2日間で長距離耐久レースとスーパーD滑降レースが行われるダウニービル・クラシックや、極度な難コースで行われるクロスカントリーレースなど世界的に有名なレースを開催している。2003年にはシングル・スピード世界選手権がダウニービルで開催された。
その他のアウトドア活動としては、オフロード・バイク、カヤック、ハイキング、および金の選鉱がある。養殖ニジマスやジャーマンブラウンの釣りも人気がある。
ダウニービル博物館は1852年頃に中国人移民が建てた店舗を転用した建物を使っている。ここにはゴールドラッシュ時代から現在に至る生活を表す品々が展示されている。
地域内には様々な宿泊設備があり、キャンプ地やモーテルからシエラ・シャングリラやザ・ルアにあるような川沿いの小屋まである。
ダウニービルでは州内でも最古の週間新聞「マウンテン・メッセンジャー」が発行されている。通常年の高校卒業生の数は半ダースほどである。メインストリートには独自の郵便局があり、郵便番号は95936である。標高は約2,900フィート (880 m) である。

## 政治

### 地方政府
シエラ郡ではロイヤルトン市が人口最大（2000年862人、シエラ郡全体で3,555人）であり、唯一の法人化都市なので、一般に郡管理委員会の会合はダウニービルとロイヤルトンで半分ずつ開催されている。

## 州と連邦議会
カリフォルニア州議会では、上院の第1および下院の第3選挙区に属している。連邦議会下院ではカリフォルニア州第4選挙区に属し、クック投票動向指数では共和党+11となっている。2010年時点ですべて共和党議員が務めている。